# خفاش جاوه‌ای
خفاش جاوه‌ای (نام علمی: Pipistrellus javanicus) نام یک گونه از تیره خفاش‌ناهیدی است.